# Білецька Лідія Костянтинівна
Лідія Костянтинівна (Костівна) Білецька (5 квітня 1923, Київ — 20 листопада 1998, Київ) — українська театрознавиця, журналістка, педагог. Кандидат мистецтвознавства (1965), професор (1987). Заслужений діяч мистецтв України (1998). Дослідниця історії українського театру, авторка численних театрально-критичних публікацій.
Майже півстоліття — педагог Київського державного інституту театрального мистецтва імені Івана Карпенка-Карого (1949—1998), фундаторка заочного відділення інституту, деканом якого працювала протягом 35-ти років. Авторка понад 300 наукових та творчих робіт. Наставниця декількох поколінь українських театрознавців. Навчала також Богдана Ступку та Ларису Кадирову — акторів, які мали заочну театрознавчу освіту.

## Життєпис
Народилась 5 квітня 1923-го року в Києві.
У 1943—1944 роках — позаштатна кореспондентка газет «Київська правда» та «Література і мистецтво». У 1948—1949 роках — бібліограф-лаборант Інституту мистецтвознавства, фольклору та етнографії АН УРСР.
У 1949-му році закінчила театрознавче відділення Київського державного інституту театрального мистецтва імені Івана Карпенка-Карого (КДІТМ). Випускниця першого набору на цю спеціалізацію. Однокурсниця, зокрема, Юрія Бобошка та Абрама (Аркадія) Драка.
З того ж року — педагог КДІТМ. Викладала курси лекцій «Історія українського театру» та «Театр народів СРСР», які сама й розробляла. З 1963-го року — декан заочного відділення КДІТМ, його фундаторка.
У 1965-му році здобула науковий ступінь кандидата мистецтвознавства, захистивши дисертацію на тему «Киевский ордена Ленина академический украинский драматический театр им. Ив. Франко: Основные этапы творчества 1920—1960 гг.». Дисертація стала першим науковим дослідженням історії театру імені І. Я. Франка.
З 1968-го року — доцент кафедри театрознавства. У 1984-му році виступила авторкою навчального посібника «Украинский советский драматический театр», який й досі входить до робочих програм деяких вищих навчальних закладів. У 1987-му році затверджена у вченому званні професора.
Дослідниця історії українського театру, авторка численних театрально-критичних публікацій — загалом понад 300 наукових та творчих робіт. Наставниця декількох поколінь українських театрознавців, зокрема, Василя Неволова. Навчала також Богдана Ступку та Ларису Кадирову — акторів, які мали заочну театрознавчу освіту. Богдан Сильвестрович згадував:
|  | Я вступив до інституту завдяки, звичайно ж, Лідії Костівні. А потім, через три роки, коли на мене «накинулися» герої в театрі і особливо у кіно, я почав вибирати: чи то мені вчитися, чи ні. На сесії я просто не встигав... Але, дякуючи знову ж Лідії Костівні, я таки закінчив театрознавчий факультет. Вона допомагала мені як педагог, як прекрасний театрознавець. І вона була людиною. Людиною великої душі. |

Членкиня Національної спілки театральних діячів України та Національної спілки журналістів України, голова комісії з питань пропаганди мистецтва товариства «Знання» України. Постійна учасниця театрального фестивалю «Вересневі самоцвіти» (Кіровоград).
Пережила тяжкий інфаркт, після чого повернулась до роботи. Незадовго до смерті була нагороджена званням «Заслужений діяч мистецтв України». Померла після тяжкої хвороби 20 листопада 1998-го року.

## Науковий доробок (частковий)
- «40 років українського радянського театру» / Л. К. Білецька, 1957
- «Видатні діячі українського радянського театру» / Л. К. Білецька, 1960
- «Шевченко і театр» / Л. К. Білецька, 1961
- «Леся Українка і театр» / Л. К. Білецька, 1963
- «Киевский ордена Ленина академический украинский драматический театр им. Ив. Франко: Основные этапы творчества 1920—1960 гг.»: диссертация кандидата искусствоведения : 17.00.00. — Киев, 1965. — 283 с.
- «Український радянський театр сьогодні» / Л. К. Білецька, 1965
- «Мистецтво життєвої правди» / Л. К. Білецька. — К. : [б. и.], 1982. — 48 с. — (Література і мистецтво ; № 7).
- «Украинский советский драматический театр»: [Учеб. пособие для театр. ин-тов и ин-тов культуры] / Л. К. Белецкая. — Киев: Вища шк., 1984. — 223 с. : ил., 16 л. ил.; 17 см.